# Jacques de Jésus
Pour les articles homonymes, voir Bunel.
Lucien Louis Bunel, dit Jacques de Jésus ou le père Jacques de Jésus, né à Barentin (Seine-Maritime) le 29 janvier 1900 et mort à Linz (Autriche) le 2 juin 1945, est un prêtre catholique, religieux carme et résistant français.
Il est Serviteur de Dieu de l'Église catholique. Il est honoré à Yad Vashem comme un Juste parmi les nations.

## Biographie

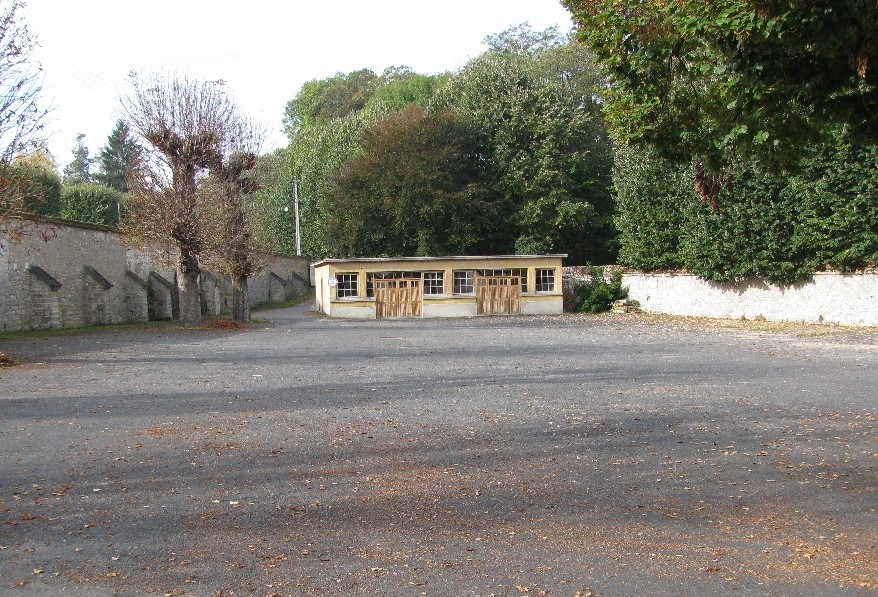
L'ancienne cour d'école du Petit Collège d'Avon.

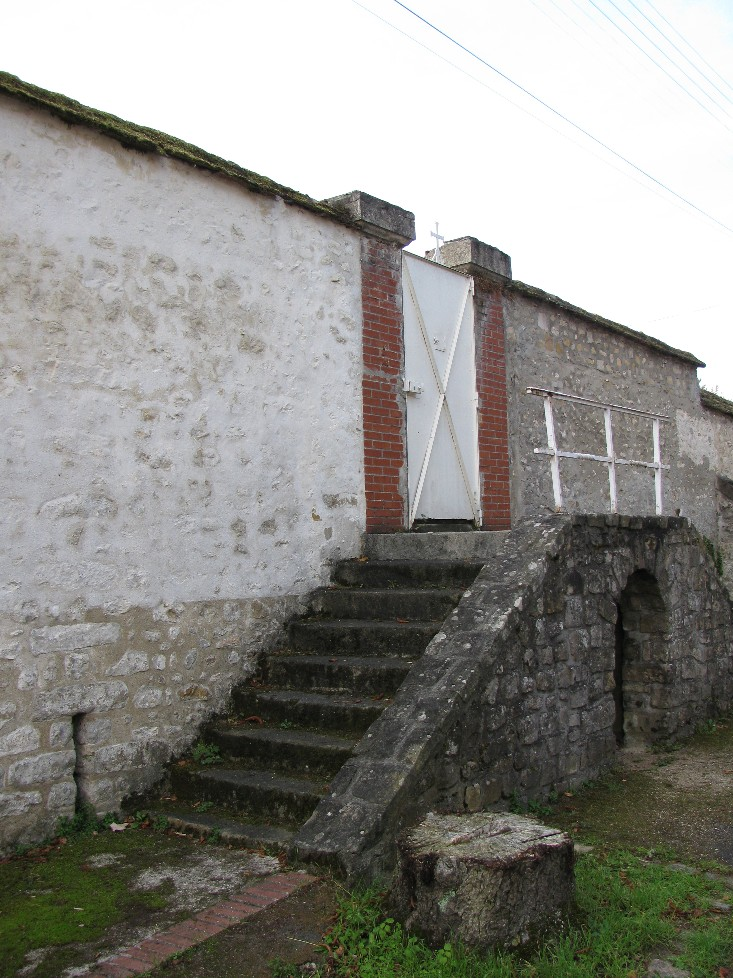
De cette plate-forme le père Jacques salua les élèves du Petit Collège le 15 janvier 1944 : « Au revoir les enfants, continuez sans moi !».

Très jeune, Lucien Bunel décide de devenir prêtre. Il entre au petit séminaire de Rouen où on le juge « forte tête » et où ses professeurs apprécient son ardeur au travail, mais nullement son caractère. Il fait son service militaire alors qu'il est séminariste, au fort de Montlignon près de Paris. « Militaire au fort Montlignon en 1920, Lucien Bunel — en religion père Jacques de Jésus — s'attacha à la commune et à ses habitants. Il y créa le premier patronage et y revint chaque été jusqu'en 1941 ». Il fait deux retraites à la Trappe de Notre-Dame de Port-du-Salut et se croit appelé à la vie cistercienne. L'influence de la prieure du carmel du Havre et une retraite au couvent des Carmes d'Avon l'orientent définitivement vers le Carmel.
Il est ordonné prêtre le 1er juillet 1925. Il souhaite s'orienter vers l'ordre du Carmel, mais l'archevêque de Rouen lui refuse son consentement. Ce n'est qu'en 1931 que Lucien Bunel peut entrer au noviciat du couvent des Carmes déchaux de Lille, où il prend le nom de frère Jacques de Jésus. « C'est la vie du Prêtre, oublier tout, quitter tout, même la vie, pour les autres. N'exister que pour les autres, que pour leur faire connaître Jésus et Le leur faire aimer. »
Il cherche Dieu dans la solitude, la nature, la vie d'oraison, « le calme du bois, dans le murmure des arbres, dans la prière des oiseaux » ».

### Pédagogue
En 1934, il fonde et dirige le Petit Collège Sainte-Thérèse de l'Enfant-Jésus à Avon (Seine-et-Marne) à la demande de son provincial, le père Louis de la Trinité (futur amiral d'Argenlieu), dans une partie du couvent des Carmes. Il y enseigne les lettres classiques. C'est un grand pédagogue, pas un théoricien mais un praticien. Sa manière d'éduquer est un succès. Il y est professeur de lettres classiques et surveillant : les élèves l'appellent parfois « El Santo », le saint. Pour lui, éduquer c'est « e-ducere, mener hors de, faire sortir de, faire sortir l'homme total, l'homme épanoui dans l'enrichissement de toutes ses facultés ».
En 1936, il fait une retraite au carmel de Chaville, puis à Pontoise.

### Engagement pendant la Seconde Guerre mondiale

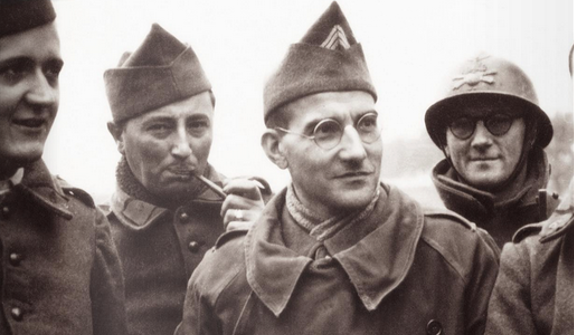
Le père Jacques de Jésus mobilisé avec d'autres soldats français en 1939

Durant la campagne de France de 1939-1940, il est mobilisé comme maréchal des logis-chef au 6e groupe autonome d'artillerie (6e GAA),. Fait prisonnier le 18 juin 1940 à Lunéville, il est ensuite libéré en novembre 1940 et rendu à la vie civile.
Tout en reprenant ses activités au collège d'Avon, il s'engage très vite dans la Résistance et participe à un groupe clandestin lié au réseau de résistance Vélite-Thermopyles,. Il offre la protection du collège à des réfractaires au STO. Il permet à Lucien Weil, professeur de sciences naturelles interdit d'enseignement au lycée de Fontainebleau, parce qu'il est juif, de donner quelques cours au Petit Collège. Le père Jacques accueille également trois enfants juifs, Hans-Helmut Michel, Jacques Halpern, et Maurice Schlosser, sous les identités de Bonnet, Dupré et Sabatier.

### Arrestation et déportation dans les camps nazis
L'arrestation du père Jacques et des trois enfants le 15 janvier 1944 a inspiré le film de Louis Malle Au revoir les enfants.
Si son arrestation du 15 janvier 1944 est directement liée à celle des trois enfants juifs à la suite d'une dénonciation, c'est surtout son implication dans la Résistance qui a motivé sa déportation finale au Gusen. Il est tout d'abord interné à la prison de Fontainebleau puis au camp de Royallieu, près de Compiègne en France. Il est ensuite déporté dans le convoi parti de Paris le 27 mars 1944 (convoi I.193) au camp de représailles de Neue Bremm, près de Sarrebruck en Allemagne, puis à Mauthausen et Gusen en Autriche.

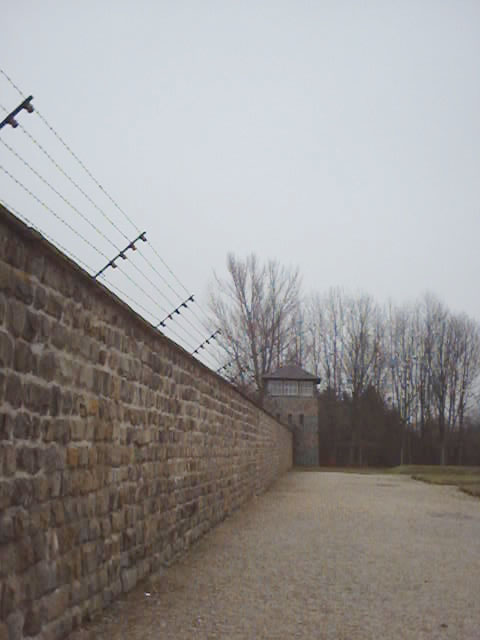
Murs du camp de Mauthausen.

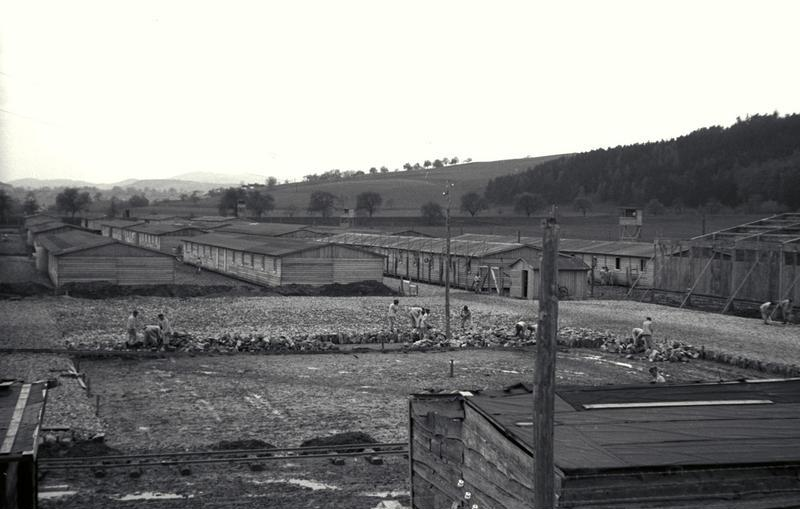
Vue du camp de Gusen.

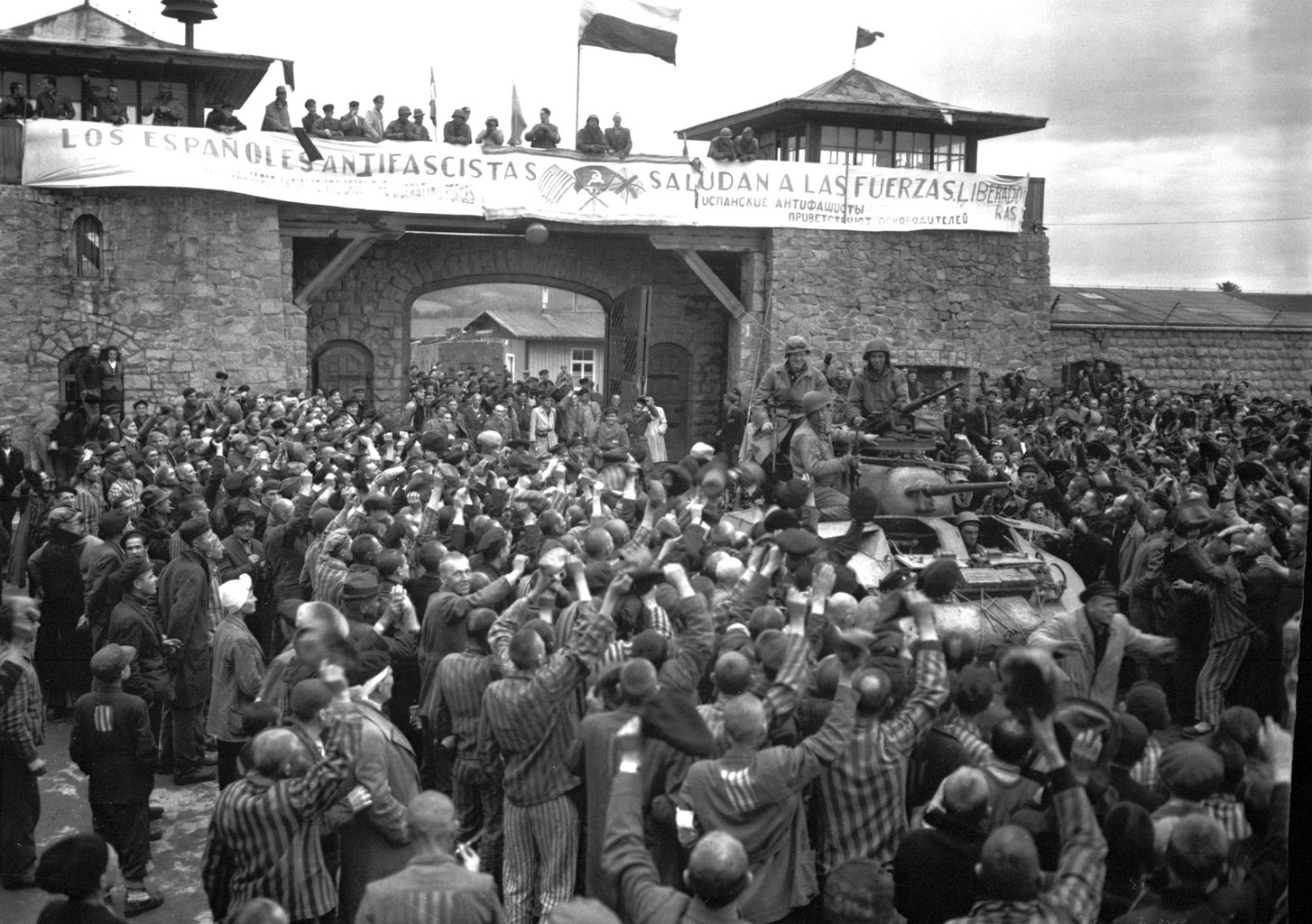
Image de la libération du camp de concentration de Mauthausen le 6 mai 1945.

S'occupant des malades et de l'infirmerie, disant la messe dans le camp et chaque jour, l'offrande de sainte Thérèse à l'amour miséricordieux avec les prisonniers ; durant ses promenades, il porte une poutre autour des murs du camp ; il est très aimé de ses camarades prisonniers, et même des Allemands. Il va s'appuyer sur des réseaux existants, même ceux des groupes de solidarité mis en place par les communistes, groupes qu'il étend et généralise : trois ou quatre déportés par groupe prélèvent une part de leur ration pour la donner à un plus faible. Dans le souci de l'autre, et du plus faible, c'est encore l'homme qui se tient debout. Tous les témoins le diront : le père Jacques était là, près d'eux, aidant ceux qui n'en pouvaient plus, relevant ceux qui tombaient, donnant même son pain à ceux qui avaient faim. Alors que les SS et les gardiens cherchaient à réduire l'homme, à l'anéantir, le père Jacques « réconciliait la guerre avec l'espèce humaine » :
« Quand on rencontrait le père Jacques, particulièrement dans un camp de concentration, on n'avait plus honte d'être un homme... C'était un homme qui vous réconciliait, dans la guerre, avec l'espèce humaine ». Au camp, il encourage chaque prisonnier : « N'en doutez pas, le Christ est là, au milieu de nous, comme Il était sur sa Croix, et vous pouvez le contempler ».
À la fin, il tombe malade, mais il trouve encore la force, à la libération du camp, de représenter les Français aux réunions du Comité international de Mauthausen (CIM).
Il meurt à Linz le 2 juin 1945, à l'hôpital Sainte-Élisabeth. Son corps est transféré à Avon et inhumé dans le cimetière du carmel.

## Procès en béatification
En France, sa cause en béatification est introduite à Rome le 29 avril 1997.

## Hommages et postérité
Jean Cayrol, son compagnon de déportation, a écrit sur lui quelques poèmes, en particulier Chant funèbre à la mémoire du révérend père Jacques (dans Larmes publiques, Poèmes de la nuit et du brouillard, Seghers, 1946) dont voici la dédicace : « Pour mon plus que frère le Révérend Père Jacques du Carmel d'Avon, directeur du collège de Fontainebleau, qui fit sourire le Christ dans le camp de Gusen, mort d'épuisement à Linz, le 2 juin 1945. »

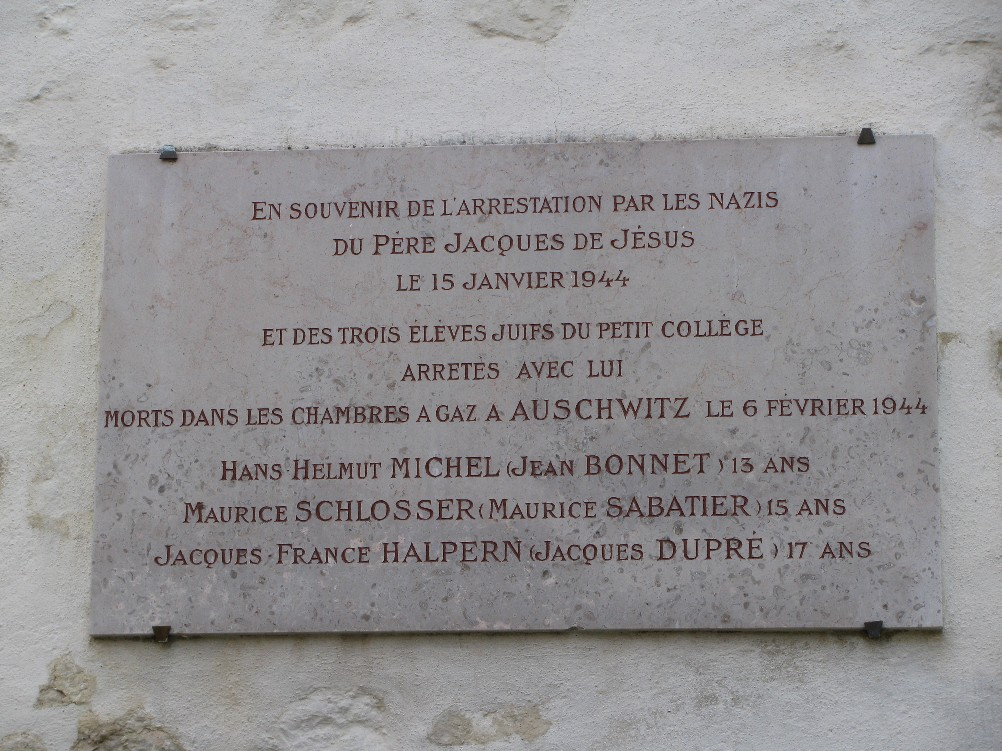
Plaque commémorative à Avon.

Son supérieur provincial, le père Philippe de la Trinité, rassemble, dès 1947, de très nombreux témoignages dans un ouvrage intitulé Le père Jacques, martyr de la charité (collection Études carmélitaines, éditions Desclée de Brouwer, 510 pages).
En 1948, Henri Bouchard réalise une sculpture du père Jacques.

### Distinctions
- Croix de guerre 1939-1945 avec étoile de vermeil (citation de la France Combattante à l'ordre du corps d'armée)[19] ;
- Juste parmi les nations (9 juin 1985) : médaille décernée par le mémorial Yad Vashem (à titre posthume) [20],[21].

### Filmographie
- Les Enfants du père Jacques, 1990, documentaire de 52 minutes, Éditeur : Frère Carmes[23]. Vidéo disponible au couvent d'Avon - 1 rue du Père-Jacques - 77210 Avon) avec le livret : Lucien Bunel 1900-1945
- Au revoir les enfants, film français réalisé par Louis Malle, sorti en 1987.